# Yuri Collins
Yuri Collins (San Luis, Misuri; 7 de marzo de 2001) es un baloncestista estadounidense que pertenece a la plantilla de los Golden State Warriors de la NBA. Con 1,83 metros de estatura, juega en la posición de base.

## Trayectoria deportiva

### Universidad
Jugó cuatro temporadas con los Billikens de la Universidad de San Luis, en las que promedió 8,6 puntos, 7,6 asistencias, 3,3 rebotes y 1,5 robos de balón por partido. En 2022 fue incluido en el mejor quinteto de la Atlantic 10 Conference y en el mejor quinteto defensivo, algo que repetiría la temporada siguiente.El 30 de noviembre de 2022 repartió 20 asistencias en una victoria sobre Tennessee State, estableciendo un récord de la universidad y empatando el cuarto lugar en la historia de la División I en un solo partido. Fue durante sus dos últimas temporadas el líder de asistencias de la NCAA.

#### Estadísticas
| Año     | Equipo      | PJ  | PT  | MPP  | %TC  | %3P  | %TL  | RPP | APP  | ROB | TPP | PPP  |
| ------- | ----------- | --- | --- | ---- | ---- | ---- | ---- | --- | ---- | --- | --- | ---- |
| 2019–20 | Saint Louis | 31  | 27  | 31.3 | .373 | .367 | .564 | 2.8 | 5.5  | 1.5 | .0  | 5.4  |
| 2020–21 | Saint Louis | 19  | 17  | 28.2 | .402 | .241 | .667 | 2.8 | 6.1  | 1.2 | .1  | 5.1  |
| 2021–22 | Saint Louis | 34  | 34  | 33.1 | .450 | .362 | .815 | 4.1 | 7.9  | 1.9 | .2  | 11.1 |
| 2022–23 | Saint Louis | 32  | 32  | 35.1 | .442 | .319 | .735 | 3.3 | 10.1 | 1.3 | .1  | 11.2 |
| Total   | Total       | 116 | 110 | 32.3 | .428 | .329 | .715 | 3.3 | 7.6  | 1.5 | .1  | 8.6  |

### Profesional
Tras no ser elegido en el Draft de la NBA de 2023, se unió a los Golden State Warriors para disputar la Liga de Verano de la NBA, y el 16 de octubre firmó con ellos. Sin embargo, fue despedido dos días después, En su primera temporada promedió 6,3 puntos y 5,1 asistencias por partido.
La temporada siguiente se repitió la situación: se unió a los Golden State Warriors para disputar la Liga de Verano de la NBA, y el 13 de septiembre firmó con la franquicia, siendo despedido una semana más tarde. El 28 de octubre se reincorporó al filial de la G League.
El 19 de febrero de 2025 firmó por 10 días con Golden State Warriors.